# Pedro Ramón Figueroa Casas
Pedro Ramón Figueroa Casas (Rosario, 31 de agosto de 1936-Rosario, 9 de junio de 2008) fue un médico argentino.
En 1960 se gradúa con honores de médico en la Universidad Nacional de Rosario. Realiza su residencia médica en la Cátedra de Ginecología del Hospital de Clínicas de la Universidad de Buenos Aires durante los años 1961 y 1963. Posteriormente, obtuvo una beca del Instituto Alemán de Intercambio Académico para realizar estudios en Clínica ginecológica en la Universidad de Düsseldorf, Alemania en 1966. Allí aprendió y perfeccionó la técnica de cirugía vaginal.
A su regreso, completó sus estudios de doctorado en Medicina en 1967 y se unió como profesor a la cátedra de ginecología de la Facultad de Ciencias Médicas de la Universidad Nacional de Rosario donde impartió clases hasta el año 2006 como profesor adjunto primero (entre 1972 y 1983) y asociado después (entre 1983 y 2006).
En el año 1967 integró la Primera Comisión de Residencias Hospitalarias de la Facultad de Ciencias Médicas de Rosario, la cual instituyó la primera Residencia Médica del interior de la República Argentina. Asimismo fue docente de ginecología en el Hospital Provincial del Centenario de la Provincia de Santa Fe y Director del Centro de Reproducción Humana y Climaterio del Hospital Roque Sáenz Peña de la misma provincia por el periodo 1983 - 2006.
En los años ochenta, con el advenimiento de la fecundación in vitro, la medicina reproductiva sufrió un gran cambio. En este sentido, es fundado el Centro de Reproducción Humana y Climaterio del Hospital Roque Sáenz Peña (1983). El Dr. Figueroa Casas fue el primero en lograr un embarazo por su método combinado: el GIFT (transferencia intrauterina de gametos) y la IVF (fecundación in vitro) y, a partir de ello, se dedicó a la excelencia en las investigaciones en tal sentido.
Fue presidente de varias sociedades científicas, entre las que se destacan la Sociedad Argentina de Esterilidad y Fertilidad, y la Sociedad de Obstetricia y Ginecología de Rosario, fue Presidente y miembro Fundador de la Asociación Argentina para el Estudio del Climaterio. Asimismo fue miembro Correspondiente Nacional de la Academia de Medicina de la Provincia de Córdoba y de la Academia Nacional de Medicina de Argentina.
En cuanto a sus labores profesionales internacionales se destacan, entre otros, Asesor Temporario del Programa de Reproducción Humana de la Organización Mundial de la Salud (1975-1981), Integrante del Panel de Consejeros en Menopausia de la Federación Internacional de Obstetricia y Ginecología (1998 - 2000) así como relator en Congresos internacionales sobre ginecología y fertilidad. Sin embargo, su principal labor fue realizada en el ejercicio de su actividad profesional en el marco de su consultorio clínico, donde asistió a innumerables pacientes en la ciudad de Rosario, Provincia de Santa Fe.
A lo largo de su trayectoria científica publicó más de 100 trabajos en revistas científicas nacionales y extranjeras y tres libros: Que debe hacer el matrimonio sin hijos (1971), Endocrinología ginecológica (1981) y Vivir mejor la menopausia (1994). También obtuvo los premios «Rafael Araya» de la Facultad de Medicina de Rosario en 1967 y «Edgardo Nicholson» de la Academia Nacional de Medicina en 1981.
En el año 2008, tras tres años de lucha intensa contra el cáncer de páncreas, fallece en su ciudad natal rodeado de sus familiares y amigos.